# Herbertstraße (Hamburg)

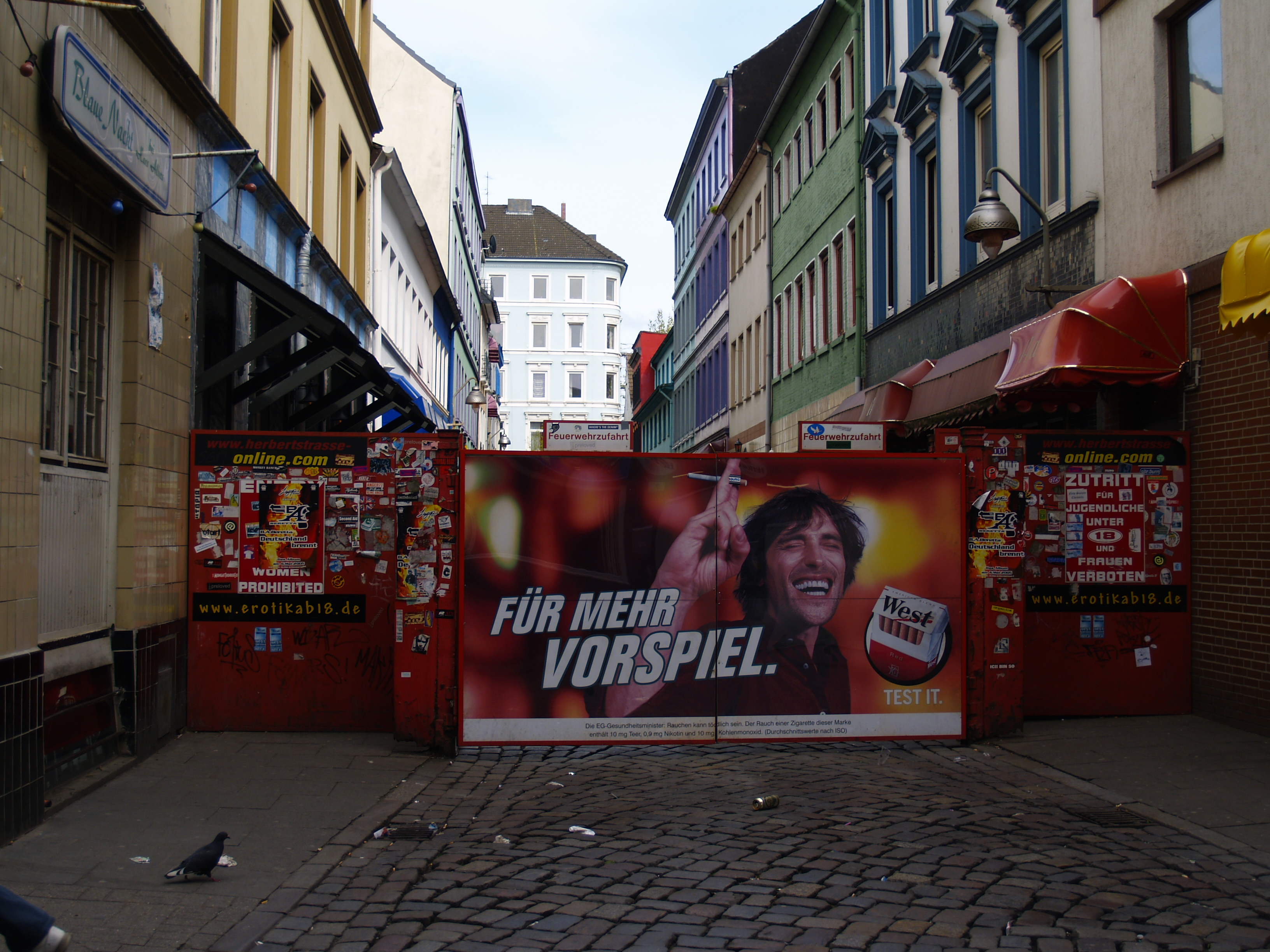
A Herbertstraße bejárata

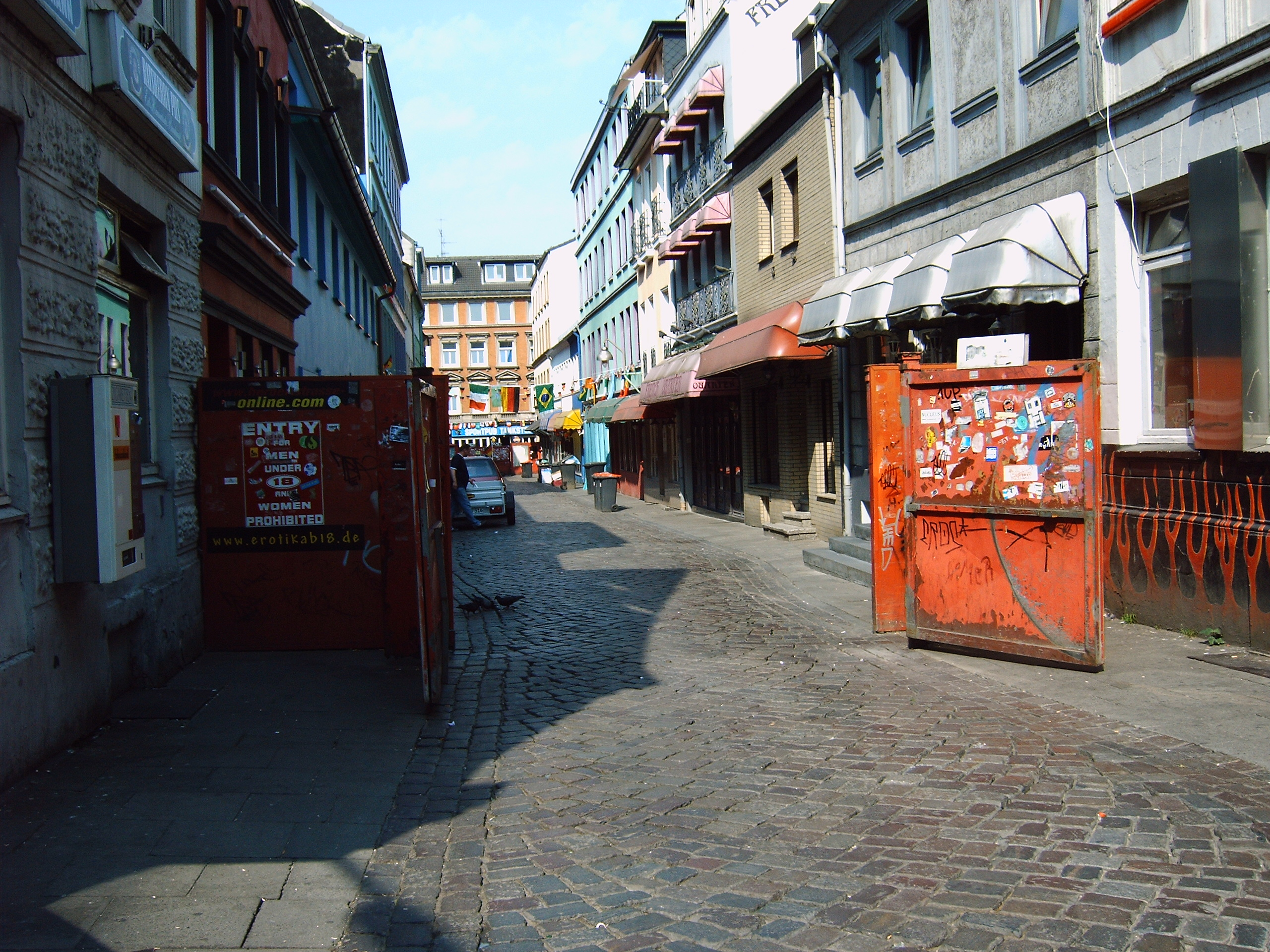
A Herbertstraße reggel

A Herbertstraße Hamburg St. Pauli nevű negyedében fekszik, párhuzamosan fut a közeli Reeperbahnnal, ahol a prostituáltak zavartalanul gyakorolhatják mesterségüket. Az utca hossza mindössze 60 méter. Mindkét végén paravánokat helyeztek el, hogy a szabad bepillantást akadályozzák, megkímélvén ezzel a környékbelieket a nyilvános prostitúció látványától. Az utca bejáratánál kifüggesztett táblák a hölgyek és a gyermekek belépésének tilalmára hívják fel a figyelmet. Régebben az utcába tévedő nőket a prostituáltak vízzel öntötték le, hogy ezzel űzzék ki az ügyfeleiket és üzletüket veszélyeztető hívatlan vendéget. Férfiak számára az utca egyszerű közterület, amelyet bárki igénybe vehet. Az Herbertstraßét nem konkrét személyről nevezték el, hanem a környék közterületeit az ABC betűinek megfelelő férfinevekkel ellátó koncepció szerint.
Az utca kirakataiban férfiakra várakozó prostituáltak üldögélnek, akik viselkedésükkel és szavaikkal is megkísérlik felkelteni az utcában nézelődők figyelmét. Az épületek mindegyike bordélyházként szolgál.
A környéken már a 19. században virágzott a prostitúció. A közeli Elba-parti dokkokból érkező matrózok a környék kocsmáiban és sztriptízbárjaiban költötték el fizetésüket. Az utcát 1900 körül nevezték ki a vigalmi negyeden belül annak a területnek, ahol az „éjszakai nők” szabadon űzhetik a prostitúciót. A város előírta, hogy a prostituáltaknak itt is kell lakniuk. Adolf Hitler uralma idején a prostitúciót erősen korlátozták, ekkor kerültek az utca két végére a nemkívánatos látványt eltakaró barikádok is. A prostitúció a második világháború  után újraéledt. A ’70-es évekre a piroslámpás negyed idegenforgalmi attrakcióvá nőtte ki magát. A prostituáltakat zavarta a rengeteg turista, ezért kérésükre a rendőrség – a közrend megőrzésére hivatkozva – kitiltotta a nőket és a 18 éven aluliakat.
A negyed több válságot élt már túl. Az első nagyobb visszaesést a gőzhajók elterjedése okozta, ami intenzívebbé tette a hajózást, így a matrózoknak nem jutott már idejük a bordélyházak meglátogatására. Ugyanez a jelenség játszódott le a konténerszállító hajók elterjedésekor. Az örömlányok számára a feketén szerzett jövedelmeket megszüntető, előre fizető rendszer bevezetése okozott nehézségeket. A korábbi krízisek ellenére még ma is kb. 250 örömlány árulja magát az utca bordélyházaiban.